# 1882年金星凌日

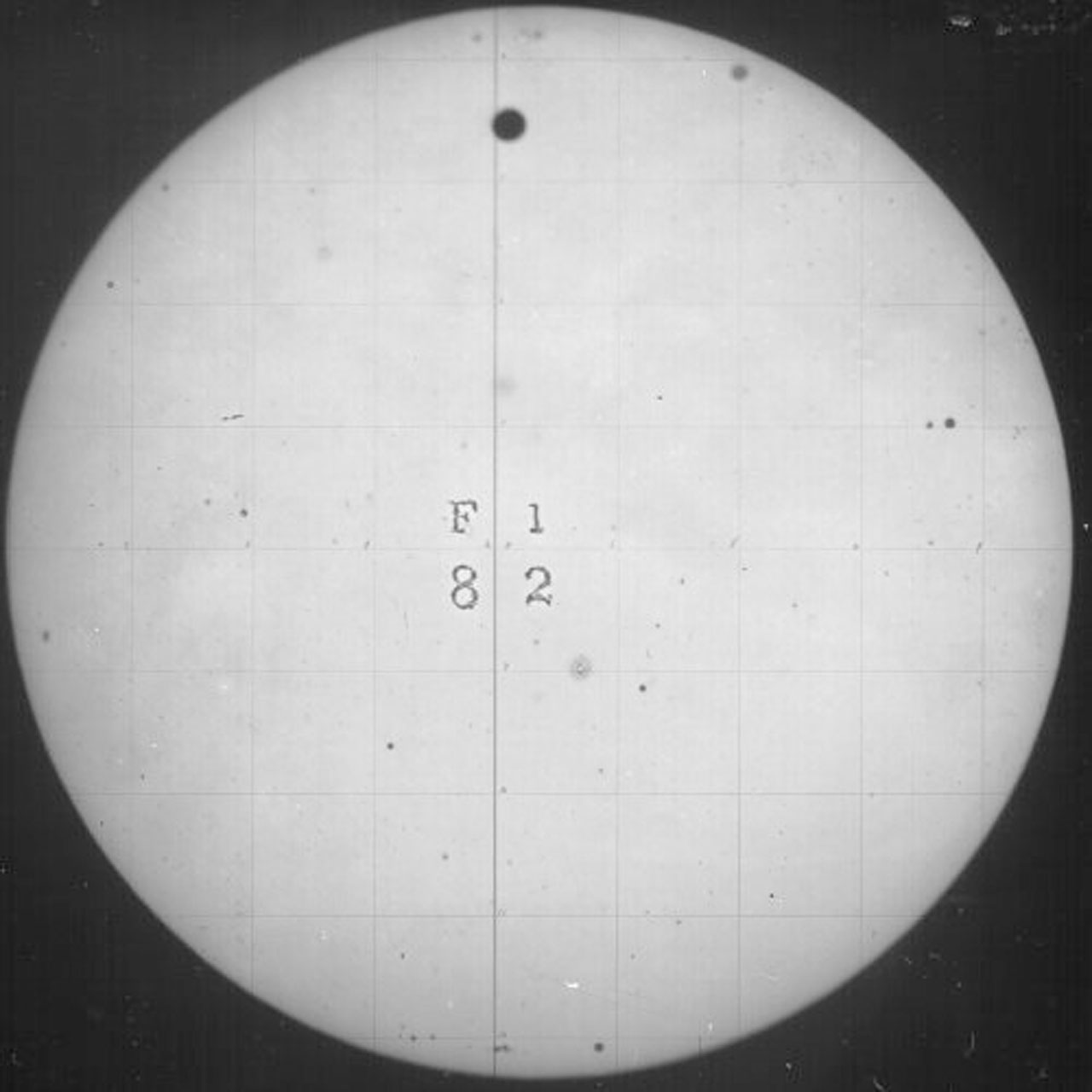
1882年金星凌日

1882年12月6日的金星凌日（世界协调时13时57分至20时15分）是19世纪第二次也是最后一次金星凌日。前一次金星凌日发生于8年之前。世界各个强国派出了大批的考察队前往世界各地观测此次金星凌日。美国国会就资助了8支考察队。
英国考察队是由爱德华·詹姆斯·斯通组织的。斯蒂芬·约瑟夫·佩里与幼鹿号船长佩勒姆·奥尔德里奇是在马达加斯加的一处临时搭建的天文台观测的金星凌日。
让-夏尔·乌佐于1871年发明了具有不同焦段的太阳仪。他组织了两支考察队，一支前往德克萨斯州的圣安东尼奥，另一支则前往智利的圣地亚哥。两支考察队都有一架乌佐的太阳仪的复制品。

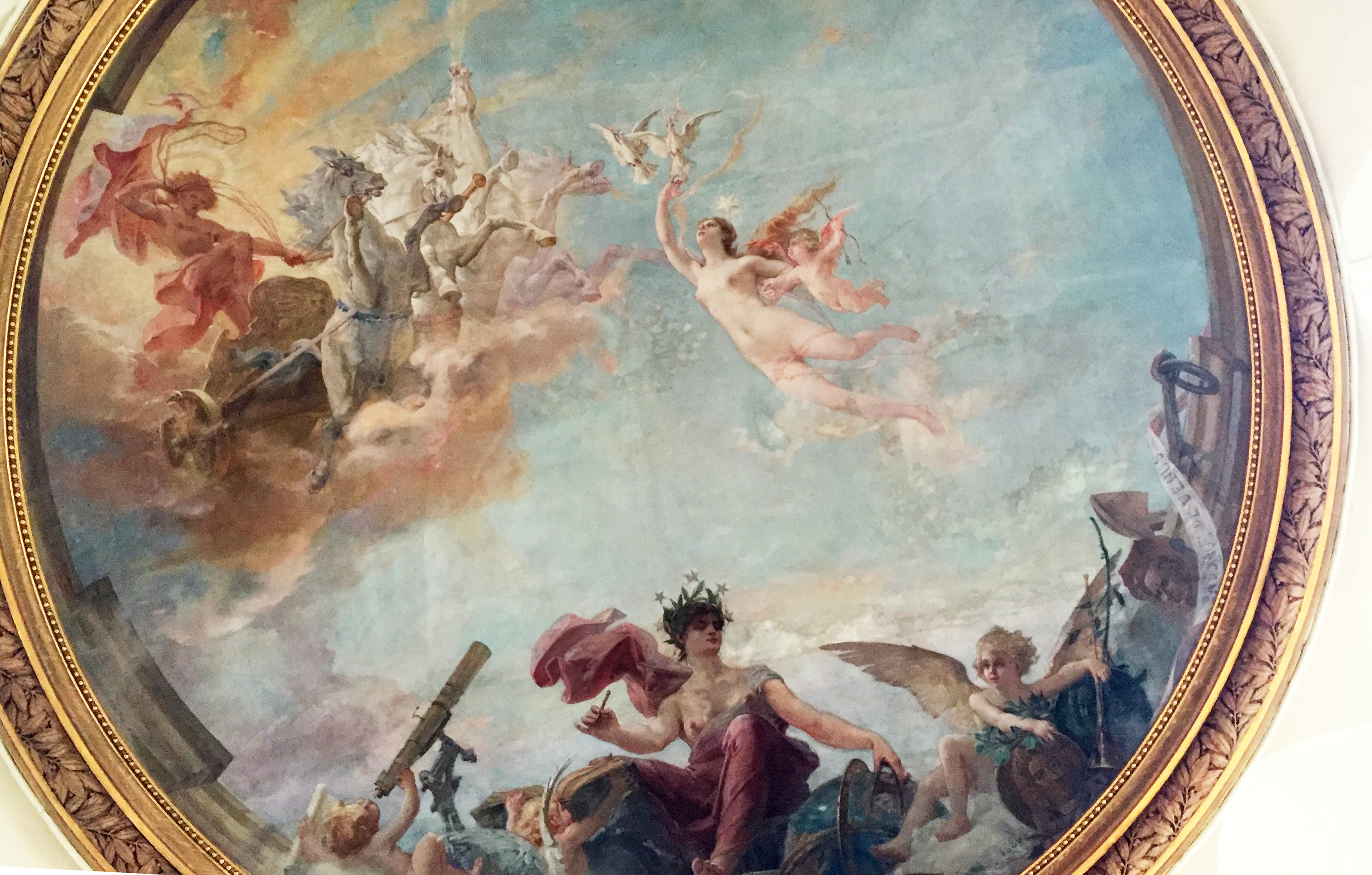
巴黎天文台的描绘1882年金星凌日的穹顶壁画

法国科学院也组织了10支考察队前往世界各地，包括佛罗里达、墨西哥、海地、马提尼克以及合恩角1883年法国科学院向参与观测的科学家授予了9项拉朗德奖，包括前往墨西哥普埃布拉州的考察队领队让·雅克·阿纳托尔·布凯·德·拉格里、前往智利圣贝尔纳多的考察队领队奥克塔夫·德·贝纳蒂埃以及前往阿根廷圣克鲁斯省海岸的考察队领队乔治-欧内斯特·弗勒里艾。